# Felgi aluminiowe

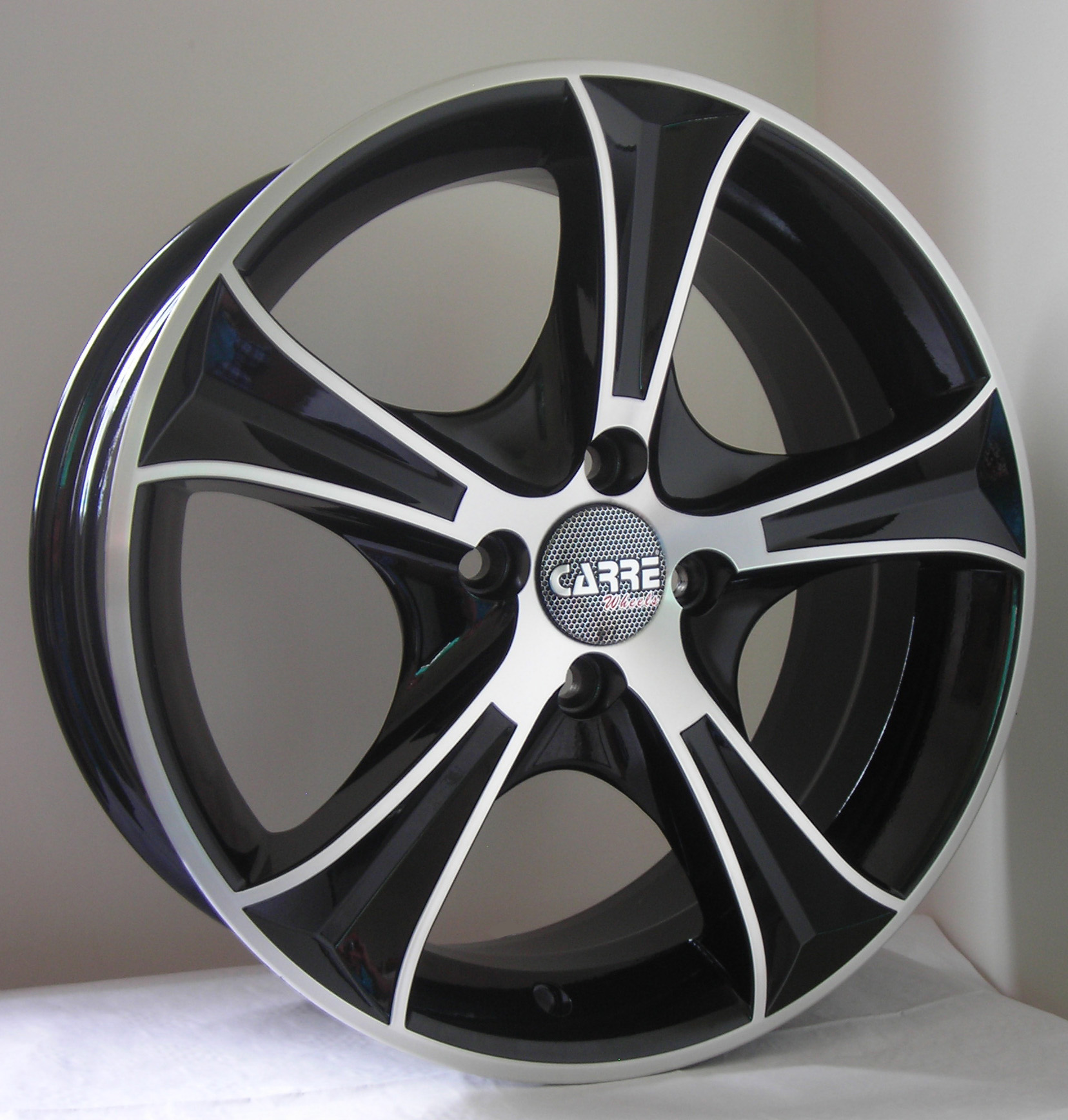
Felga aluminiowa

Felgi aluminiowe – inaczej obręcze ze stopów lekkich, są podstawowym elementem koła samochodowego. Stanowią alternatywę dla montowanych zazwyczaj na pierwsze wyposażenie felg stalowych. 
Do głównych zalet tych felg należy:
- mniejsza waga wyrobu – ta właściwość przekłada się na mniejsze obciążenie i zużywanie się elementów zawieszenia samochodu poprzez zmniejszenia masy nieresorowanej auta. Jednak tylko w przypadku felg produkowanych metodą kucia lub rozciągania obrotowego (flow-forming) jest możliwe osiągnięcie niższej wagi od obręczy stalowej. Przy klasycznej metodzie produkcji (grawitacyjna i niskociśnieniowa) felga aluminiowa ze względu na większą ilość zastosowanego materiału – wymaganego do uzyskania odpowiedniej nośności – jest cięższa od obręczy stalowej.
- atrakcyjniejszy wygląd – w zależności od preferencji nabywcy, wybrany model felg może nadać autu sportowy bądź elegancki charakter
- większa dokładność wykonania – wykonuje się je z dokładnością do 0,3 mm; dla felg stalowych jest to obecnie 0,7 mm
- lepsze chłodzenie zacisków hamulcowych – budowa tych obręczy sprzyja znacznie intensywniejszemu przepływowi powietrza wokół tarcz i bębnów hamulcowych;  dzięki temu chłodzenie układu hamulcowego jest bardziej efektywne, a hamulce wolniej się zużywają.[1]

Felgi aluminiowe powstają w procesie kształtowania odpowiednio przygotowanego stopu aluminium. Obecnie stosuje się cztery podstawowe metody produkcji: 
- odlew niskociśnieniowy,
- odlew grawitacyjny,
- flow-forming (rozciąganie obrotowe)[2]
- kucie
- skręcanie (felga składa się kilku elementów, zazwyczaj dwóch, które mogą być wykonane różnymi metodami, najdroższe i najtrwalsze felgi na rynku)

Najpowszechniej stosowaną metodą produkcji felg aluminiowych jest odlew niskociśnieniowy. Korzystając z tej metody, uzyskuje się produkt odznaczający się dobrą jakością przy umiarkowanym koszcie produkcji. Nie istnieją także żadne ograniczenia w możliwym do uzyskania finalnym kształcie obręczy.
Każdą felgę aluminiową opisują podstawowe parametry decydujące o możliwości jej montażu do danego modelu samochodu:
- średnica i szerokość – są to wymiary podawane w calach i powinny być odpowiednio dobrane do opon i do budowy samochodu. Warto dodać, że kilka szerokości felgi obsłuży różną szerokość opon. Natomiast średnica musi się zawsze zgadzać z informacją na oponach, które chcemy na nie zamontować. Np. Dla opon 195/65/R15 możemy zastosować felgi tylko o średnicy 15″, lecz o szerokości 6,0″ 6,5″ lub 7,0″
- rozstaw śrub – aktualnie felgi mogą występować w ponad 50 różnych rozstawach śrub, najpopularniejsze to: 5×112 (głównie VW Skoda Seat Mercedes), 5×114,3 (głównie Suzuki Lexus Renault Toyota Mazda Kia Hyundai Dacia Honda Nissan Mitsubishi), 5×120 (głównie BMW), 5×100 i 4×100 (głównie mniejsze auta miejskie), 4×98 (głównie Fiat), 5×110, 5×105. Pierwsze oznaczenie to liczba otworów montażowych w feldze, a drugie to średnica okręgu podawana w mm, na którym są osadzone.
- odsadzenie (ET, offset) – odległość powierzchni montażowej felgi od jej środka symetrii; wartość ta decyduje o położeniu felgi w nadkolu. Przy odpowiednio dobranej wartości koło nie obciera o błotniki, zacisk hamulcowy czy inne elementy zawieszenia. Wartość również podawana w mm.
- średnica otworu centralnego – otwór w feldze, który powinien być idealne dopasowany do kołnierza centrującego na piaście pojazdu w celu uniknięcia niebezpiecznej wibracji podczas jazdy, różnice w otworze redukuje się pierścieniami centrującymi (np. 70,1/57,1 pod auto koncernu VW). Otwór w feldze zawsze jest o 0,1 mm większy od kołnierza centrującego na piaście w celu idealnego spasowania i nie zapiekania się felgi.
- nośność – felga musi mieć wystarczającą nośność w stosunku do masy całkowitej na wybranej osi pojazdu, wartość ta jest podawana w kg i powinna być wybita na każdej feldze od jej wewnętrznej strony. Średnio mają 550-750kg na koło, więc 1100-1500kg na oś.
- płaszczyzna otworu montażowego – czyli kształt miejsca styku elementu mocującego koło (śruba lub nakrętka) z felgą, wyróżnia się 3 typy: stożkowa 90', kulista (R12, R13, R14) i płaska. W zależności od płaszczyzny montażowej należy dobrać odpowiednie śruby lub nakrętki o montażu felg. Zastosowanie złych elementów mocujących może spowodować mimowolne odkręcenie się koła, co jest szczególnie niebezpieczne na drodze. Najpopularniejsza płaszczyzna montażowa felg na drugi montaż to stożek.

Wyróżnia się kilka najpopularniejszych wzorów felg aluminiowych:
- pięcioramienne
- wieloramienne
- szprychowe
- Mesh

W Polsce fabryki felg aluminiowych posiada kilku producentów, m.in.:
- RONAL Polska Sp. z o. o. – dwie w Wałbrzychu i jedna w Jelczu.
- Uniwheels Poland Sp.z.o.o. (Anzio, Rial, Alutec) – dwie w Stalowej Woli
- ATT (Auto Tip Top) – 1 w Częstochowie